# Yvonne Pagniez

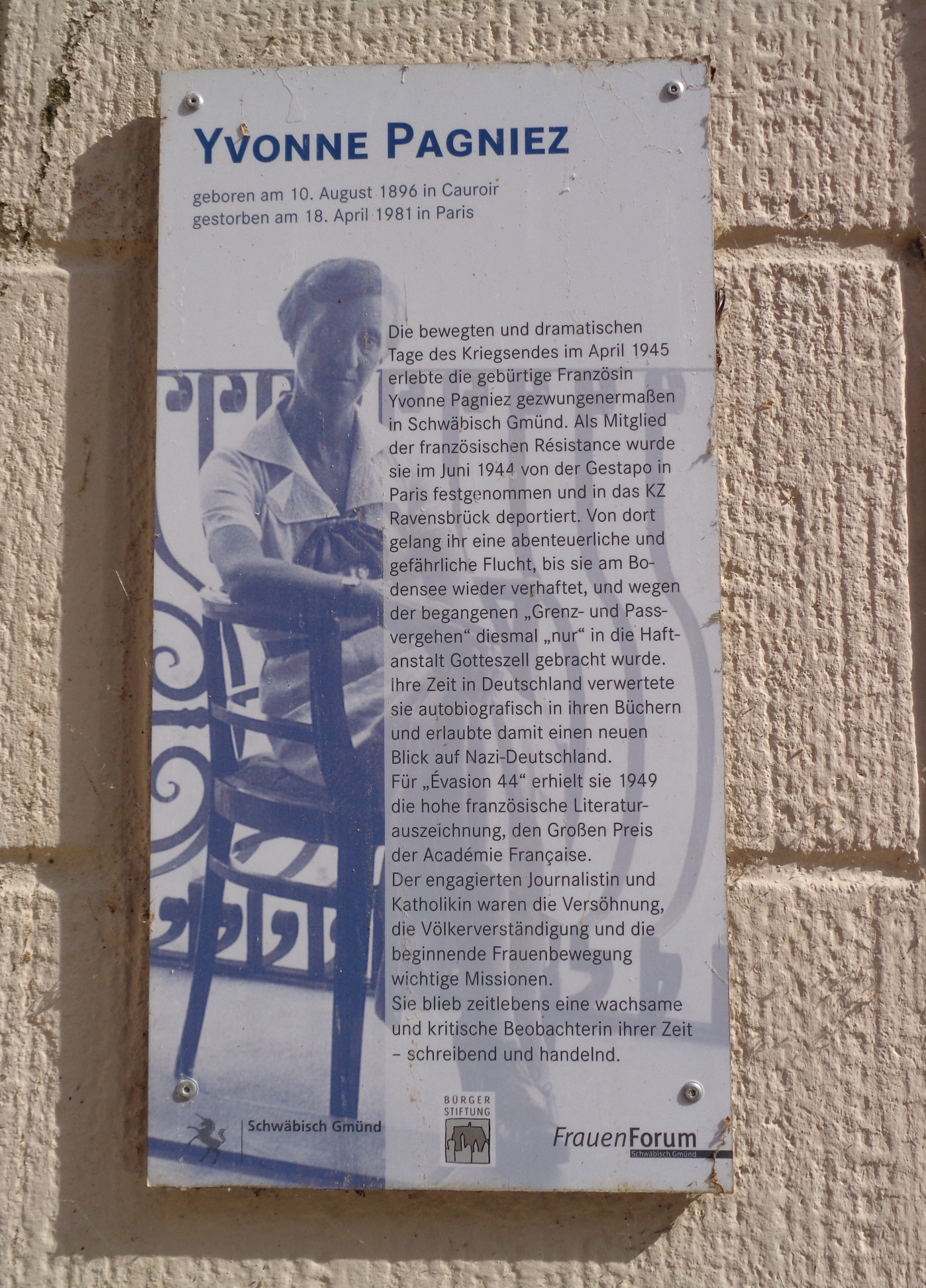
Gedenktafel für Yvonne Pagniez in Schwäbisch Gmünd am Kapitelshaus

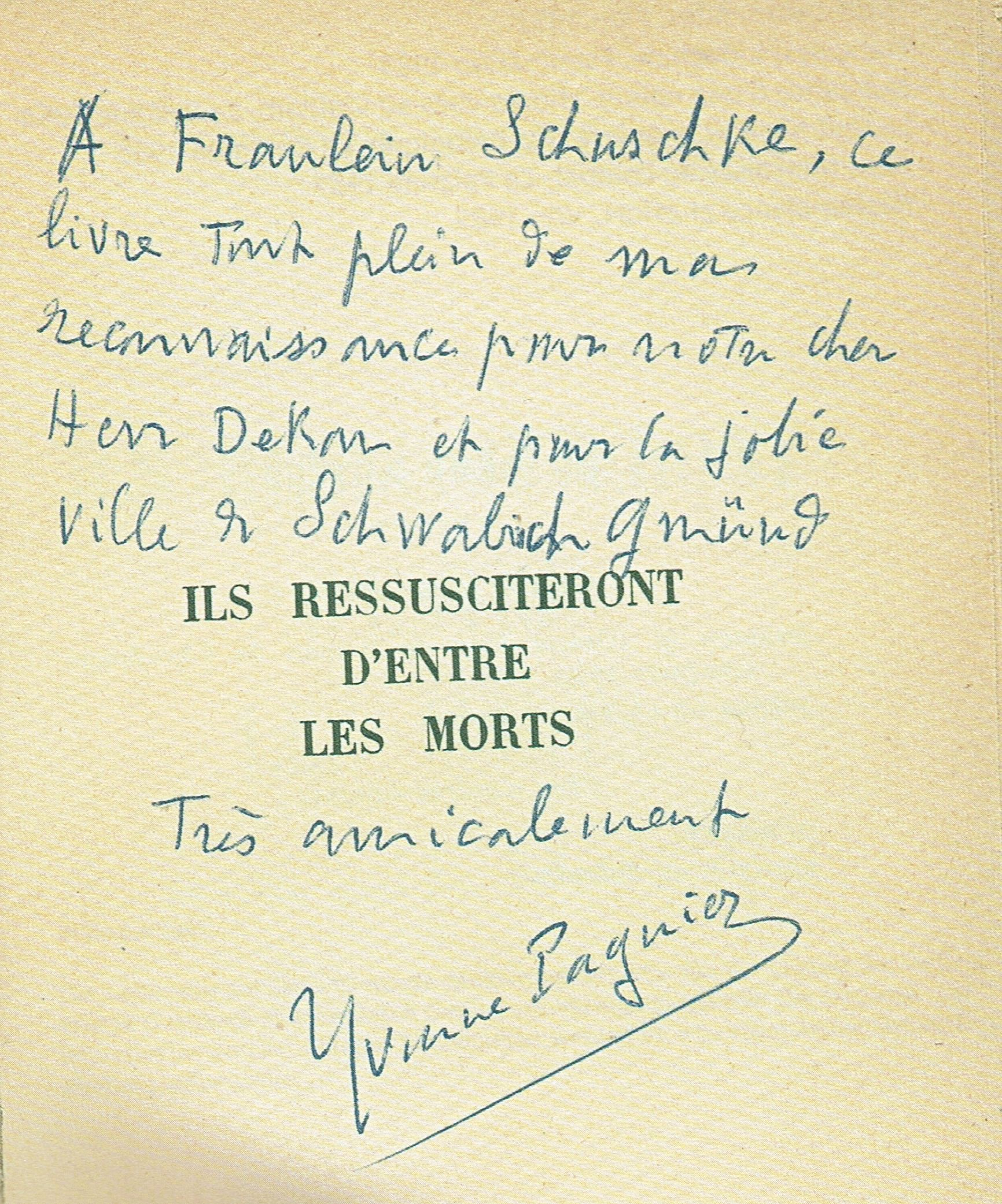
Eigenhändige Widmung

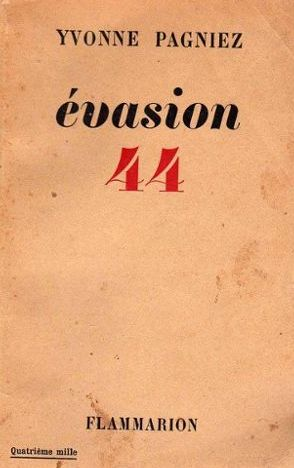
Titelblatt von Évasion 44

Yvonne Pagniez (* 10. August 1896 in Cauroir; † 18. April 1981 in Paris) war eine französische Schriftstellerin, Journalistin und Widerstandskämpferin.

## Leben
Nach dem Studium in Paris veröffentlichte Pagniez die Romane Ouessant (1935) und Pêcheur de goémon (1939). Sie entschloss sich während der deutschen Besetzung Frankreichs, in den Widerstand zu gehen, und beherbergte abgeschossene alliierte Kampfflieger. 1944 wurde sie von der Gestapo verhaftet und in das Konzentrationslager Ravensbrück verschleppt. Während eines Transports konnte sie im Oktober 1944 fliehen, wurde jedoch in Konstanz aufgegriffen. Wegen des Passvergehens zur Höchststrafe von vier Monaten Gefängnis verurteilt, ersparte ihr das die Rückkehr in das Konzentrationslager. Sie verbüßte die Strafe im Frauengefängnis Gotteszell in Schwäbisch Gmünd. Die anschließend geplante "Verschubung" in das Konzentrationslager Bergen-Belsen scheiterte, sie kam in Schwäbisch Gmünd frei.
Nach dem Krieg setzte sich Pagniez besonders für die deutsch-französische Versöhnung und den Europa-Gedanken ein. Sie arbeitete als Kriegsberichterstatterin in Indochina und Algerien und veröffentlichte über ihre Erfahrungen dort mehrere Bücher. Ihr Bericht über ihre Flucht 1944 Évasion 44 erschien 1950 (und in zweiter Auflage 1963) auf Deutsch. 2013 veranlasste der Leiter des Schriftgutarchivs Ostwürttemberg Reiner Wieland die auszugsweise Übersetzung (durch Bernardin Schellenberger) von Ils ressusciteront d'entre les morts (1949). In diesem Buch schildert die Autorin das Kriegsende in Schwäbisch Gmünd.

## Ehrungen
Für Évasion 44 erhielt sie 1949 den Grand Prix du Roman.
2013 wurde in Schwäbisch Gmünd im Rahmen der Frauenwege-Gedenktafeln eine solche für Pagniez zwischen den Häusern Münsterplatz 7 und 9 angebracht, da sie nach der Besetzung der Stadt durch die Amerikaner 1945 über eine Woche Gast des hier wohnenden Dekans und Münsterpfarrers Hermann Mager war.
In Anwesenheit ihres hochbetagten Sohns Yves Pagniez (* 1926), der Frankreich in mehreren Ländern als Botschafter diente, wurde 2017 in ihrem Heimatort Cauroir eine Schule nach ihr benannt. Bereits seit 1978 trägt in Cauroir eine Straße ihren Namen.